# Rodrigo de Castro Osorio
Rodrigo de Castro Osorio (né à Valladolid, Espagne, le 5 mars 1523 et mort à Séville le 18 septembre 1600) est un cardinal espagnol du XVIe siècle .

## Repères biographiques
Rodrigo de Castro Osorio est auditeur à l'Inquisition et réside à la cour du roi d'Espagne. Il est proposé pour le diocèse de Calahorra, mais n'est pas préconisé par Rome. En 1574 il est élu évêque de Zamora et transféré au diocèse de Cuenca en 1578. Il est promu archevêque de Séville en 1582. Castro supporte les écrivains de son temps, et aussi le musicien Francesco Salinas et le peintre et poète Pablo de Céspedes. 
Le pape Grégoire XIII le crée cardinal lors du consistoire du 12 décembre 1583. Le cardinal Castro ne participe pas au conclaves de 1590 (élection d'Urbain VII et de Grégoire XIV), ni au conclave de 1591 (élection d'Innocent IX) ou à celui de 1592 (élection d'Urbain VIII). À partir de 1596 il est conseiller d'état.